# Lasianthaea zinnioides
Lasianthaea zinnioides là một loài thực vật có hoa trong họ Cúc. Loài này được (Hemsl.) K.M.Becker mô tả khoa học đầu tiên năm 1979.